# 대한민국 민법 제578조
대한민국 민법 제578조는 경매와 매도인의 담보책임에 대한 민법 채권법 조문이다.

## 조문
제578조(경매와 매도인의 담보책임) ① 경매의 경우에는 경락인은 전8조의 규정에 의하여 채무자에게 계약의 해제 또는 대금감액의 청구를 할 수 있다.
②전항의 경우에 채무자가 자력이 없는 때에는 경락인은 대금의 배당을 받은 채권자에 대하여 그 대금전부나 일부의 반환을 청구할 수 있다.
③전2항의 경우에 채무자가 물건 또는 권리의 흠결을 알고 고지하지 아니하거나 채권자가 이를 알고 경매를 청구한 때에는 경락인은 그 흠결을 안 채무자나 채권자에 대하여 손해배상을 청구할 수 있다.

第578條(競賣와 賣渡人의 擔保責任) ① 競賣의 境遇에는 競落人은 前8條의 規定에 依하여 債務者에게 契約의 解除 또는 代金減額의 請求를 할 수 있다.
②前項의 境遇에 債務者가 資力이 없는 때에는 競落人은 代金의 配當을 받은 債權者에 對하여 그 代金全部나 一部의 返還을 請求할 수 있다.
③前2項의 境遇에 債務者가 物件 또는 權利의 欠缺을 알고 告知하지 아니하거나 債權者가 이를 알고 競賣를 請求한 때에는 競落人은 그 欠缺을 안 債務者나 債權者에 對하여 損害賠償을 請求할 수 있다.

## 참고 문헌
- 윤진호(Yoon  Jin-ho),and 김제완(Kim  Jewan). "양도담보 목적물에 부합이 발생한 경우 부당이득의 주체 : 민법 제578조의 유추적용 가능성 - 대법원 2016. 4. 2. 선고 2012다19659 판결 -." 저스티스 -.172 (2019): 204-230.
- 오현수, 일본민법, 진원사, 2014. ISBN 978-89-6346-345-2
- 오세경, 대법전, 법전출판사, 2014 ISBN 978-89-262-1027-7
- 이준현, LOGOS 민법 조문판례집, 미래가치, 2015. ISBN 979-1-155-02086-9